# アッコ 古舘のあっ!言っちゃった!
『アッコ 古舘のあっ!言っちゃった!』（アッコ・ふるたちのあっ いっちゃった）は、1985年4月7日から同年9月29日までTBS系列局で放送されていたTBS製作のバラエティ番組である。全26回。放送時間は毎週日曜 11:45 - 12:30（日本標準時）。

## 概要
前番組『アッコ・古舘のゆうYOUサンデー!』の1984年度後半から引き続き和田アキ子（ホリプロ所属の歌手）と古舘伊知郎（テレビ朝日出身で古舘プロジェクト所属のフリーアナウンサー）が司会を務めていた日曜昼の生放送番組。1985年3月まで全ての曜日において11:45放送開始だった『JNNニュース』が日曜のみ11:30放送開始になり、日曜12:30枠で『ロッテ 歌のアルバム』がスタートしたことから、このリニューアルで番組の放送開始時刻が15分早められ、放送枠が10分縮小した。
日刊編集センター配信の番組表では「アッコ・古館のあっ!」と表記され、当時日刊編集センターになる前の朝日新聞ではタイトルがフルで載っていた。
番組は半年で同タイトルでの放送を終了。古舘をレギュラーメンバーに残しつつも、初代男性司会者をキッチュ（後の松尾貴史）に変更した『アッコにおまかせ!』へリニューアルした（古舘と松尾共に後に降板）。

## ネット局
※特筆の無い限り全て同時ネット
JNN25局ネット（秋田県・山形県・富山県・福井県・徳島県・愛媛県・佐賀県では放送されなかった）。
- TBS（制作局）
- 新潟放送[4]
- 北陸放送[4]
- テレビ山口（放送当時フジテレビ系列（FNS。FNNにはJNN排他協定との関係から非加盟。）とのクロスネット局）。